# 权力寻租
权力寻租是指政府官员或其他掌权者利用自己的权力或影响力为他人获取不正当利益的非法行为。中华人民共和国刑法中相关的罪名有滥用职权罪与受贿罪等。